# 와치정
와치정(일본어: 和知町)은 일본 교토부 후나이군에 있던 정이다.
2005년 10월 11일에 인근 교탄바정, 미즈호정과 합병해 교탄바정이 되었다.

## 지리
마을의 대부분이 산림으로, 유라강이 카미와치강, 다카야강과 합류해 마을을 동서로 관통하고 있다.

## 역사
- 1955년 4월 1일 - 가미와치촌, 시모와치촌이 합병해 성립하였다.
- 2005년 10월 1일 - 교탄바정, 미즈호정과 합병해 교탄바정이 성립하였다. 동일 와치정은 폐지되었다.

## 교통

### 철도
- 서일본 여객철도
  - 산인 본선

### 도로
- 국도 27호선